# Gamme de Bohlen–Pierce
Pour les articles homonymes, voir Bohlen et Pierce.

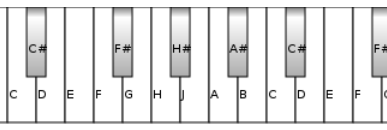
Clavier conçu par Elaine Walker pour la gamme de Bohlen-Pierce

En théorie de la musique, la gamme de Bohlen-Pierce est une gamme musicale qui n'est pas fondée sur la division de l'octave en plusieurs intervalles. Elle diffère en cela des gammes généralement utilisées en musique occidentale comme dans les musiques du monde.

## Histoire
Cette gamme a été indépendamment décrite par Heinz Bohlen, Kees van Prooijen et John R. Pierce, tous trois ingénieurs, dans le courant des années 1970. Ses intervalles sont définis à partir des rangs impairs de la série harmonique, alors que les échelles musicales emploient généralement les harmoniques de rangs pairs et impairs. Les degrés de cette gamme, plus consonants que ceux de la gamme chromatique, sont calculés à partir de rapports de nombres entiers de facteur 3, 5 et 7. Des instruments ont été créés spécifiquement pour l'interprétation de musique fondée sur cette gamme, notamment des claviers, des flûtes de pan, des clarinettes et des guitares.
Le premier symposium international sur la gamme de Bohlen-Pierce s'est déroulé à Boston du 7 au 9 mars 2010.

## Principe
La gamme traditionnelle en musique occidentale est basée sur l'octave et se décline en différents tempéraments : la gamme pythagoricienne, la gamme également tempérée, etc. De la même manière, il existe plusieurs gammes de Bohlen-Pierce et elles sont basées sur un rapport de douzième (par exemple do-sol), appelé tritave, à la place de l'octave.  La tritave est divisée en treize notes : C, C, D, E, F, F, G, H, H, J, A, A et B,.

### Gamme de Bohlen-Pierce tempérée
Dans la gamme traditionnelle à tempérament égal, l'octave est divisée en 12 intervalles égaux. Le rapport de l'octave est 2:1. Le rapport de l'intervalle entre deux notes (demi-tons) est de {\displaystyle ^{12}{\sqrt {2}}}. Dans la gamme de Bohlen-Pierce tempérée, c'est la tritave qui est divisée en 13 intervalles égaux. Le rapport de la tritave est 3:1. Ainsi, le rapport de l'intervalle entre deux notes est de {\displaystyle ^{13}{\sqrt {3}}}. Si {\displaystyle f_{0}} est la fréquence d'une note C, alors la table suivante donne les fréquences des notes de la gamme de Bohlen-Pierce à tempérament égal :
| Noms des notes | C                             | C♯/D♭                         | D                             | E                             | F                             | F♯/G♭                         | G                             | H                             | H♯/J♭                         | J                             | A                              | A♯/B♭                          | B                              | C                              |
| Fréquences     | {\displaystyle f_{0}3^{0/13}} | {\displaystyle f_{0}3^{1/13}} | {\displaystyle f_{0}3^{2/13}} | {\displaystyle f_{0}3^{3/13}} | {\displaystyle f_{0}3^{4/13}} | {\displaystyle f_{0}3^{5/13}} | {\displaystyle f_{0}3^{6/13}} | {\displaystyle f_{0}3^{7/13}} | {\displaystyle f_{0}3^{8/13}} | {\displaystyle f_{0}3^{9/13}} | {\displaystyle f_{0}3^{10/13}} | {\displaystyle f_{0}3^{11/13}} | {\displaystyle f_{0}3^{12/13}} | {\displaystyle f_{0}3^{13/13}} |

### Gamme de Bohlen-Pierce pythagoricienne
Alors que la gamme traditionnelle de Pythagore est basée sur la construction de quintes (i.e. de rapport 3:2) successives, la gamme de Bohlen-Pierce pythagoricienne est basée sur la construction d'intervalles de rapport 7:3. L'équivalent de la spirale des quintes est une spirale des intervalles 7:3 et voici les premières notes obtenues :
| Rapports            | Noms des notes |
| ------------------- | -------------- |
| 1:1                 | C              |
| 7:3                 | A              |
| 49:9 ramené à 49:27 | H              |
| 343:243             | F              |

### Gamme juste de Bohlen-Pierce
A l'image de la gamme naturelle, appelée gamme des physiciens ou gamme juste basée sur l'octave, il existe une gamme juste basée sur la tritave.

## Instruments de musique

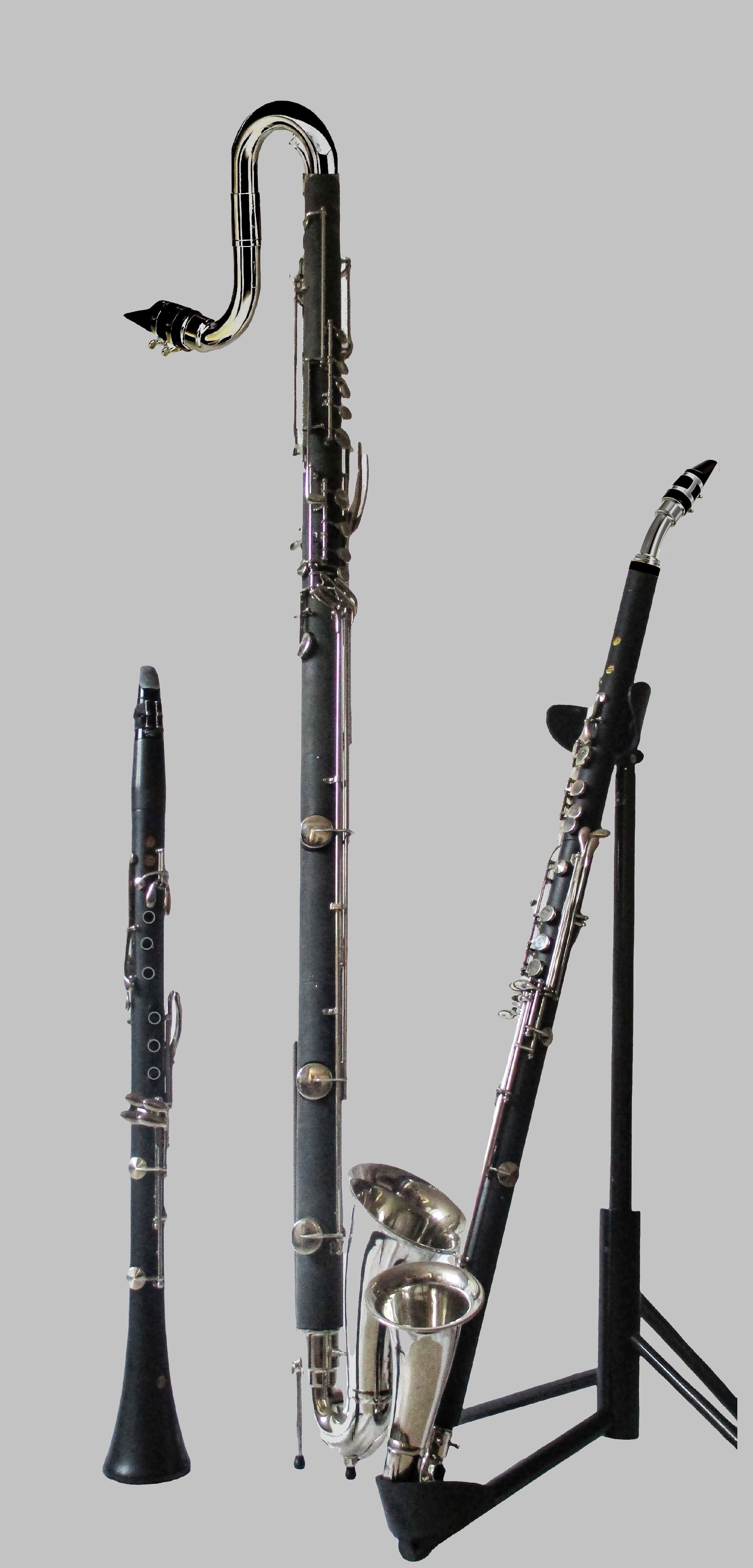
Famille de clarinettes Bohlen-Pierce : soprano, contra(bass) et ténor

Le timbre d'un instrument de musique adapté pour jouer dans la  gamme de Bohlen-Pierce doit contenir uniquement des harmoniques impaires[réf. nécessaire]. Ainsi, les instruments sont par exemple :
- des synthétiseurs qui synthétisent des sons à harmoniques impaires[réf. nécessaire].
- des clarinettes adaptées (le timbre de la clarinette ne contient que des harmoniques impaires)[6],[7].

Il existe plusieurs claviers pour jouer en Bohlen-Pierce.